# カスコード
カスコード (cascode) 
とは2段構成の増幅回路のことである。バイポーラトランジスタ (BJT) を用いる場合はエミッタ接地回路の上にベース接地回路を縦積み接続した回路であり、電界効果トランジスタ（ユニポーラトランジスタ、FET）を用いる場合はソース接地回路の上にゲート接地回路を縦積み接続した回路である。
出力から入力への直結がないことでミラー効果が抑制され、帯域幅が大幅に改善される。この組み合わせは、単一の増幅器を使用した回路と比較して次のような特徴を１つ以上備えている。より高い入出力の分離 (アイソレーション)、より高い入力インピーダンス、高い出力インピーダンス、より広い帯域幅である。

## 歴史
カスコード (動詞としてカスコーディング が使われることもある) はアナログ回路の性能向上のためによく使われる技術で、真空管とトランジスタの両方に適用可能である。"カスコード (cascode)"は造語で、フレデリック・ヴィントン・ハントとロジャー・ヒックマンが1939年に発表した「電圧安定器の応用」に関する論文の中で命名した。2人は単一の五極真空管を使用する代わりに、2つの三極真空管を縦続接続する方法を提案した (1つ目は共通カソードでのセットアップ、２つ目は制御グリッドでのセットアップ)。そういった経緯から「カスコード」は「五極真空管を使った増幅器と似ているがもっとノイズが少ない、三極真空管を縦続接続した増幅器」の略語と考えられている (casc(aded triode amplifier having characteristics similar to, but less noisy than, a single pent)ode)。カスコード回路はそのノイズの少なさや帯域幅の広さから、初期のテレビ受像器の「フロントエンド」やチューナーとして採用された。
バイポーラトランジスタはコレクタ-ベース間に、ピコファラド単位の微小な (小数点以下〜ごく低い量) 寄生容量 が潜んでいる。この容量がフィードバックパスに存在する時に、ステージ・ゲインによって増幅された実効入力容量が発生することを「ミラー効果」という。電圧利得が50の回路に存在する、わずか1.0pF (ピコファラド) のフィードバック容量から、50pF (ピコファラド) の実効入力容量が発生する。これは高周波 (RF) 回路や同調（チューニング）回路においてはフィードバックを反対方向に「中和」することで克服できる一方、映像増幅器のような広帯域回路に対処することは難しかった。アナログテレビ (PAL方式の場合5MHz) から、少なくても86MHz以上の過去のVGA形式 (UXGA 1600x1200、リフレッシュレート60Hz) までの帯域幅に対応する映像増幅器は、コレクタ-ベース間のフィードバックが顕著な状態では、そのような高周波を処理することができない。そのため、ブラウン管 (CRT) モニターの映像増幅器には、実効フィードバック容量が非常に低いカスコードが設計上の選択となる。